# 안악 1호분
안악 1호분(安岳一號墳)은 황해남도 안악군에 있는 고구려 벽화고분이다.

## 구조
고분의 봉토는 많이 깎였으나 방대형의 본래 모습은 어느 정도 지니고 있으며, 널방(墓室)의 구조는 널길과 네모(方形)의 널방(玄室)으로 이루어진 외방무덤(單室墳)이다. 널방의 4벽면은 평탄한 편석(片石)을 진흙과 석회를 섞어 쌓아 올렸다. 천장은 평행3각굄천장이다. 널길은 널방 남벽에 있고, 널길과 널방 사이에 돌문(石扉)이 있다.

## 벽화
벽화는 4벽과 천장 전부에 그려져 있으며, 인물풍속도인데 박락(剝落)이 심하다. 널방 서벽 상부에 사냥그림이 있다. 동벽에 의장행렬(儀仗行列)과 3대의 우교차(牛轎車)가, 남벽에는 행렬도와 기수 4명이 있고, 말탄 인물이 흐릿하게 보인다. 천장에는 다양한 무늬와 해·달·별 등을 그렸다.

## 같이 보기
- 안악 2호분
- 안악 3호분